# Gauville (Somme)
Gauville és un municipi francès situat al departament del Somme i a la regió dels Alts de França. L'any 2007 tenia 402 habitants.

## Demografia

### Població

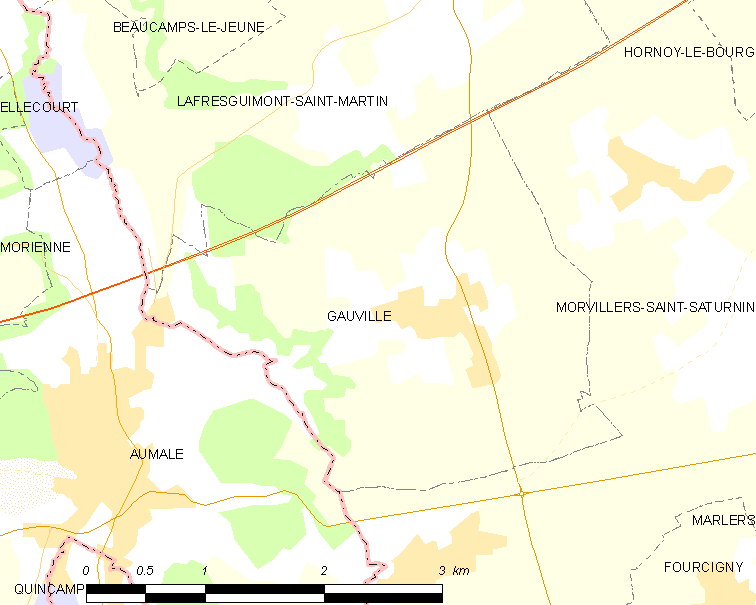

El 2007 la població de fet de Gauville era de 402 persones. Hi havia 149 famílies de les quals 33 eren unipersonals (21 homes vivint sols i 12 dones vivint soles), 33 parelles sense fills, 62 parelles amb fills i 21 famílies monoparentals amb fills.
La població ha evolucionat segons el següent gràfic:
Habitants censats

### Habitatges

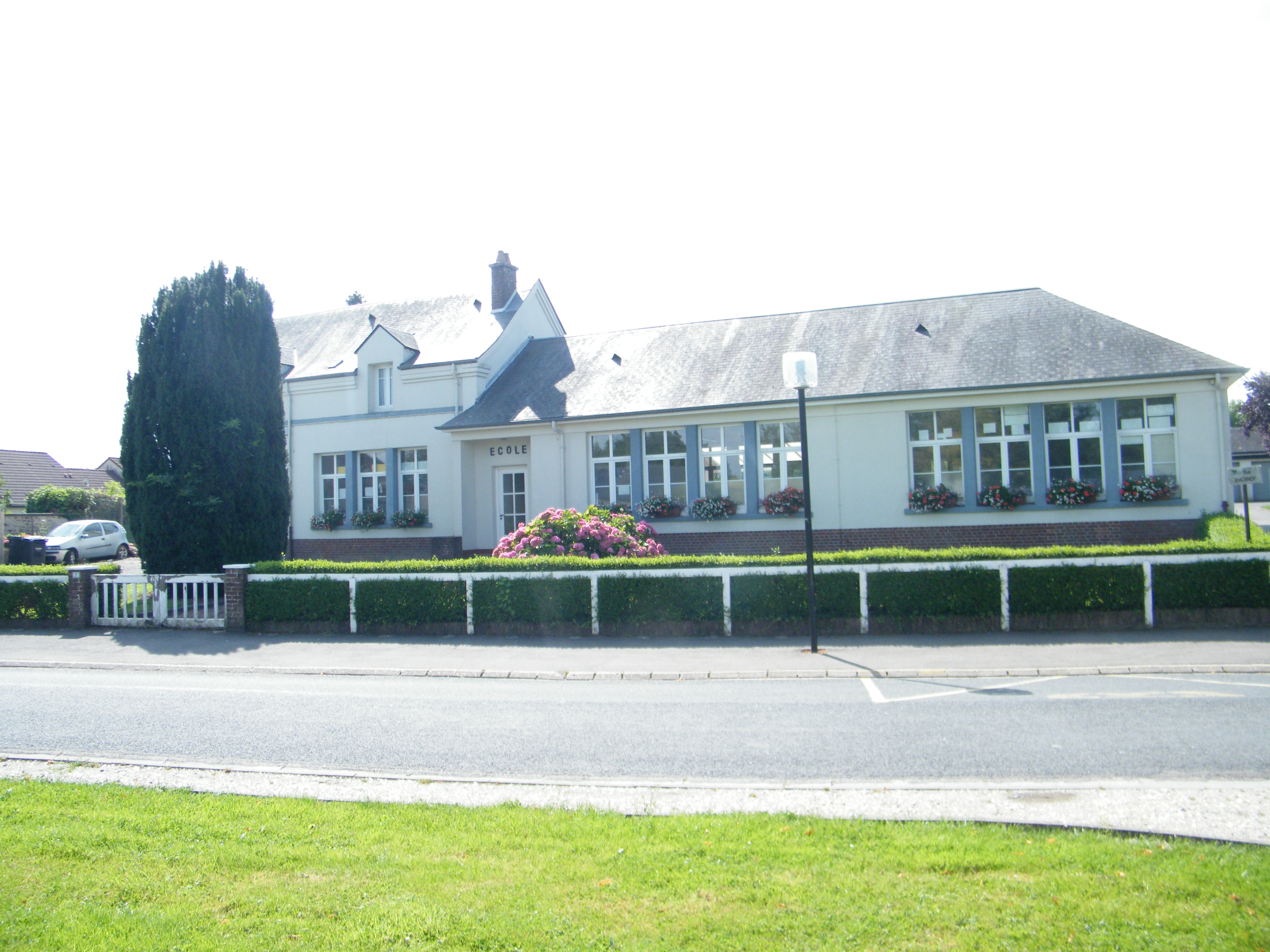

El 2007 hi havia 167 habitatges, 151 eren l'habitatge principal de la família, 11 eren segones residències i 5 estaven desocupats. Tots els 166 habitatges eren cases. Dels 151 habitatges principals, 116 estaven ocupats pels seus propietaris, 32 estaven llogats i ocupats pels llogaters i 3 estaven cedits a títol gratuït; 1 tenia dues cambres, 24 en tenien tres, 48 en tenien quatre i 78 en tenien cinc o més. 142 habitatges disposaven pel capbaix d'una plaça de pàrquing. A 58 habitatges hi havia un automòbil i a 79 n'hi havia dos o més.

### Piràmide de població

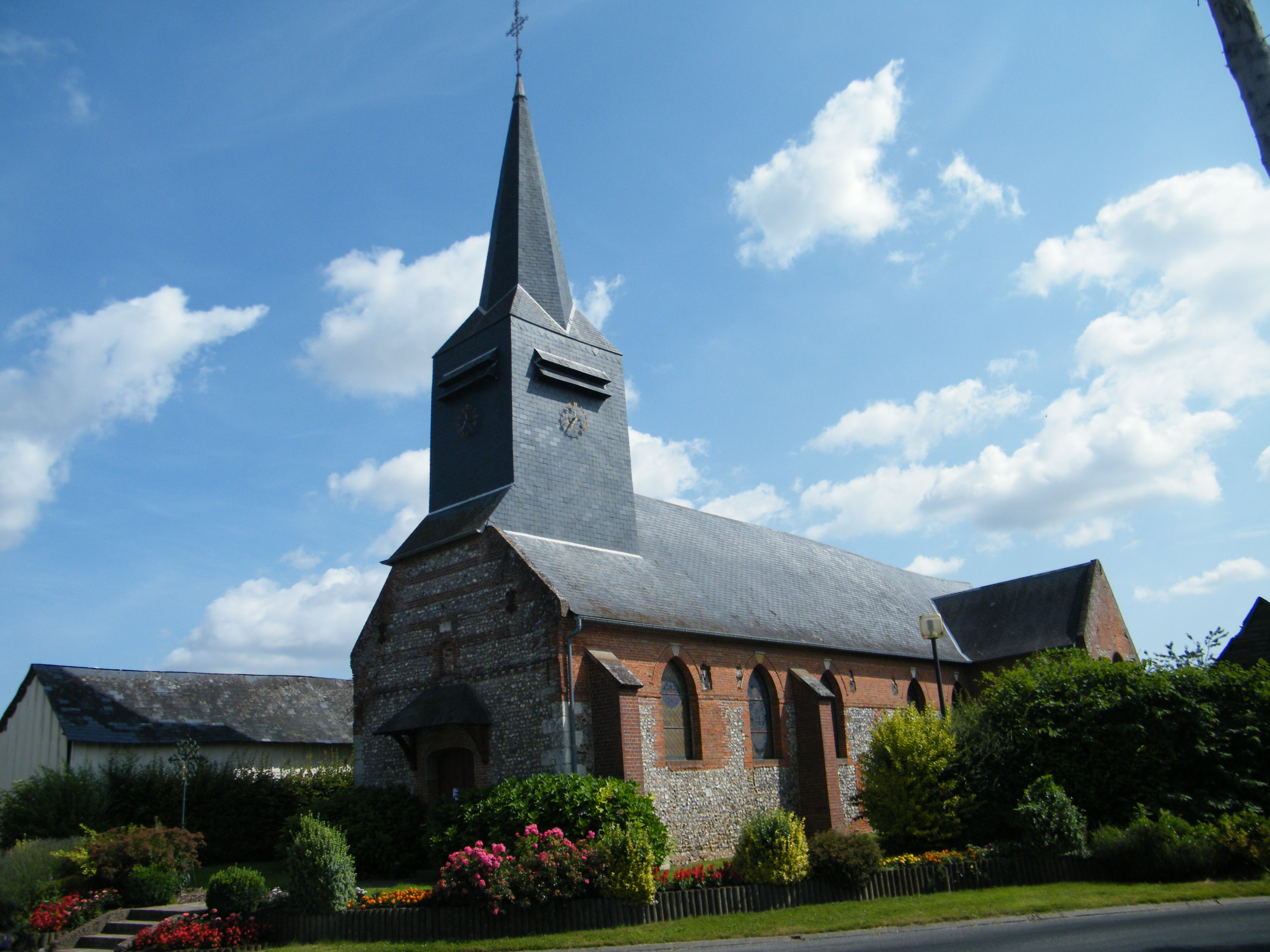

La piràmide de població per edats i sexe el 2009 era:
| Homes | Edats   | Dones |
| ----- | ------- | ----- |
| 0     | 95 o +  | 0     |
| 0     | 90 a 94 | 0     |
| 0     | 85 a 89 | 4     |
| 0     | 80 a 84 | 0     |
| 4     | 75 a 79 | 4     |
| 0     | 70 a 74 | 4     |
| 8     | 65 a 69 | 4     |
| 20    | 60 a 64 | 12    |
| 8     | 55 a 59 | 8     |
| 24    | 50 a 54 | 8     |
| 4     | 45 a 49 | 24    |
| 8     | 40 a 44 | 4     |
| 36    | 35 a 39 | 24    |
| 8     | 30 a 34 | 8     |
| 4     | 25 a 29 | 12    |
| 8     | 20 a 24 | 4     |
| 28    | 15 a 19 | 8     |
| 20    | 10 a 14 | 12    |
| 16    | 5 a 9   | 16    |
| 20    | 0 a 4   | 8     |

## Economia

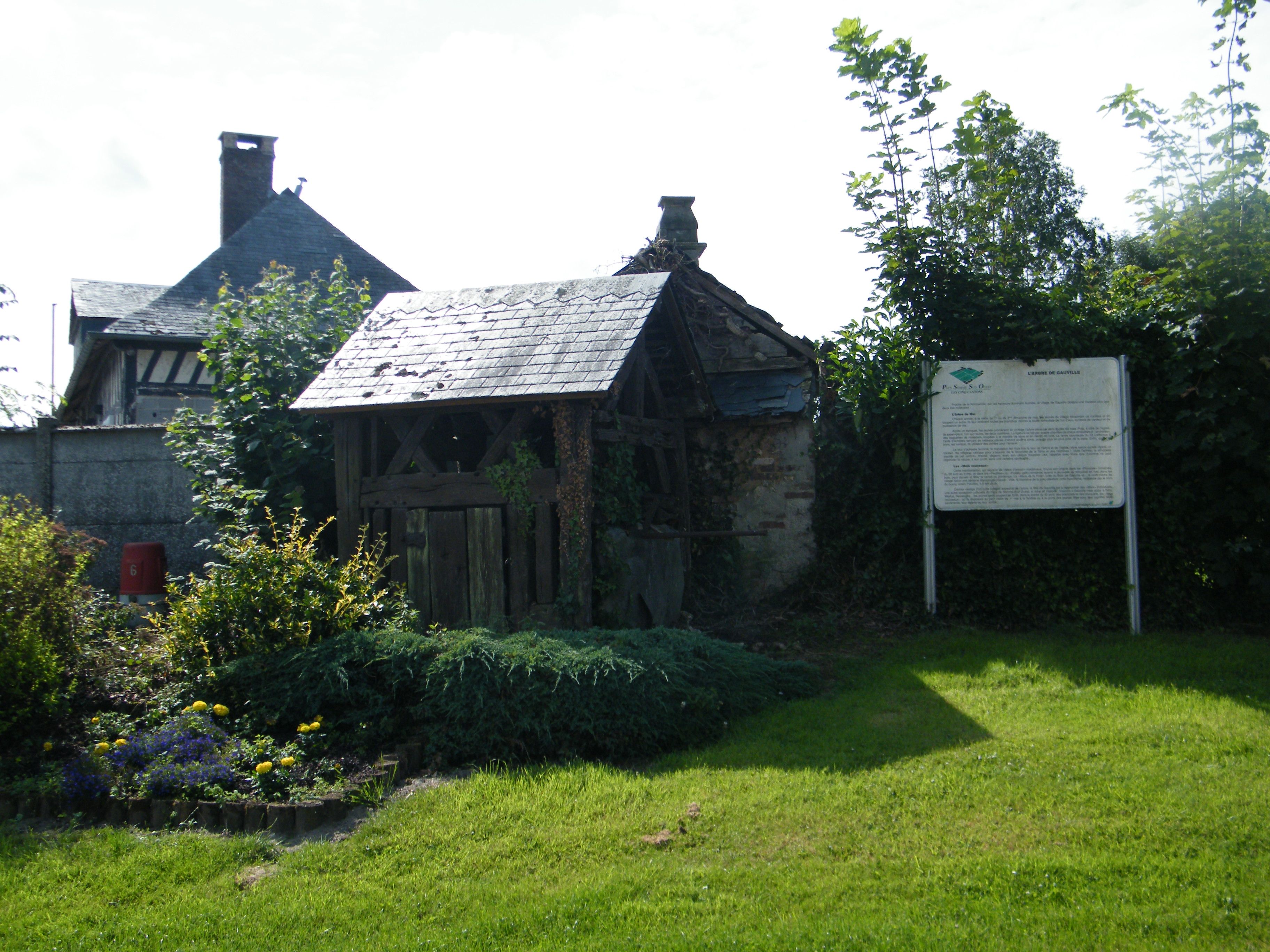

El 2007 la població en edat de treballar era de 266 persones, 192 eren actives i 74 eren inactives. De les 192 persones actives 173 estaven ocupades (97 homes i 76 dones) i 19 estaven aturades (12 homes i 7 dones). De les 74 persones inactives 27 estaven jubilades, 26 estaven estudiant i 21 estaven classificades com a «altres inactius».

### Ingressos
El 2009 a Gauville hi havia 146 unitats fiscals que integraven 393,5 persones, la mediana anual d'ingressos fiscals per persona era de 17.224 €.

### Activitats econòmiques
Dels 17 establiments que hi havia el 2007, 1 era d'una empresa de fabricació de material elèctric, 3 d'empreses de fabricació d'altres productes industrials, 2 d'empreses de construcció, 5 d'empreses de comerç i reparació d'automòbils, 4 d'empreses de transport, 1 d'una empresa de serveis i 1 d'una empresa classificada com a «altres activitats de serveis».
Dels 5 establiments de servei als particulars que hi havia el 2009, 1 era una funerària, 1 taller de reparació d'automòbils i de material agrícola, 1 taller d'inspecció tècnica de vehicles, 1 guixaire pintor i 1 electricista.
Dels 3 establiments comercials que hi havia el 2009, 1 era un hipermercat, 1 un supermercat i 1 una botiga de més de 120 m².
L'any 2000 a Gauville hi havia 7 explotacions agrícoles que ocupaven un total de 192 hectàrees.

## Equipaments sanitaris i escolars
El 2009 hi havia una escola elemental integrada dins d'un grup escolar amb les comunes properes formant una escola dispersa.

## Poblacions més properes
El següent diagrama mostra les poblacions més properes.